# Uperoleia fusca
Espèce
Statut de conservation UICN

 LC  : Préoccupation mineure
Uperoleia fusca est une espèce d'amphibiens de la famille des Myobatrachidae.

## Répartition

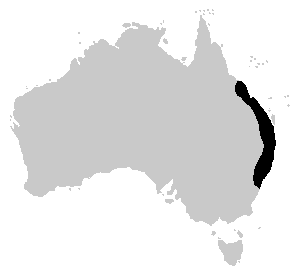
Répartition

Cette espèce est endémique des régions côtières de l'Est de l'Australie. Elle se rencontre du centre-Est du Queensland au centre de la Nouvelle-Galles du Sud,.

## Description

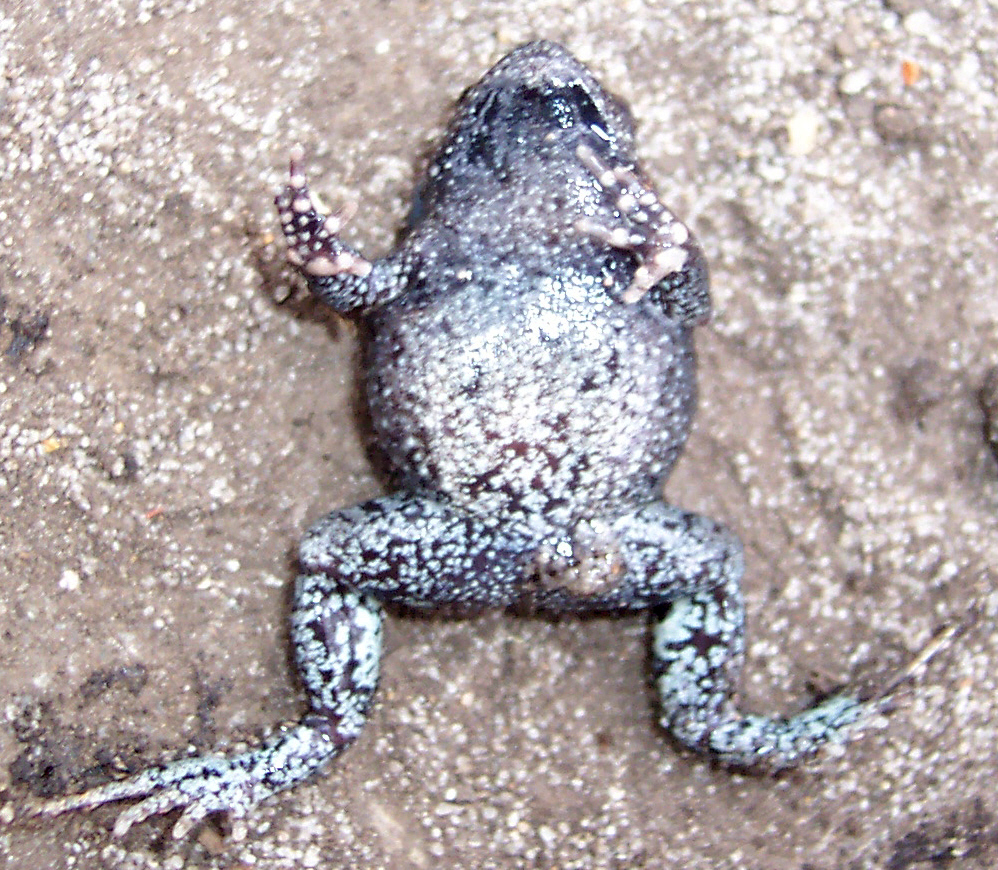
Uperoleia fusca, face ventrale.

Uperoleia fusca mesure jusqu'à 30 mm. Son dos varie du brun au gris foncé et sa peau est rugueuse. Une tache de forme triangulaire de couleur pâle est présente habituellement sur la tête. Ses aisselles sont tachées de jaune pâle. Son ventre est blanc et est fortement maculé de bleu foncé ou noir. Une tache orange apparait à l'arrière des cuisses. Ses flancs sont normalement bleu foncé. Cette espèce est très semblable à Uperoleia laevigata.

## Publication originale
- Davies, McDonald & Corben, 1986 : The genus Uperoleia (Anura: Leptodactylidae) in Queensland, Australia. Proceedings of the Royal Society of Victoria, vol. 98, p. 147-188.